# Без изход (филм)
„Без изход“ (на английски: No Way Out) е американски филм от 1987 година, трилър на режисьора Роджър Доналдсън по сценарий на Робърт Гарланд, базиран на романа на Кенет Фиъринг „Големият часовник“ (1946).
В центъра на сюжета е млад и обещаващ офицер, който е назначен за сътрудник на военния министър, но от него се иска да прикрие обстоятелствата около смъртта на любовницата на министъра, като в същото време е въвлечен в издирването на дълбоко законспириран съветски шпионин. Главните роли се изпълняват от Кевин Костнър, Джийн Хекман, Шон Йънг, Уил Патън.

## Актьорски състав
| Актьор           | Роля                                                    |
| ---------------- | ------------------------------------------------------- |
| Кевин Костнър    | Том Фарел – лейтенант на ВМС на САЩ                     |
| Джийн Хекман     | Дейвид Брайс – министър на отбраната на САЩ             |
| Шон Йънг         | Сюзън Атуел – любовницата на Брайс и Фарел              |
| Уил Патън        | Скот Причард – главен съветник на Брайс                 |
| Хауърд Дъф       | Уилям Дювал – сенатор на САЩ                            |
| Джордж Дзундза   | Сам Хесълман – технически специалист и приятел на Фарел |
| Фред Томпсън     | Маршал – директор на ЦРУ                                |
| Иман Абдулмаджид | Нина Бека – приятелка на Сюзън                          |
| Джейсън Бърнард  | майор Донован – следовател от военната прокуратура      |